# القرن (بني سعد)

تعديل مصدري - تعديل

القرن هي إحدى قرى عزلة بني محمد بمديرية بني سعد التابعة لمحافظة المحويت، بلغ تعداد سكانها 246 نسمة حسب تعداد اليمن لعام 2004.